# توي سولجرز
توي سولجرز (بالإنجليزية: Toy Soldiers)‏ ، هي فيلم سينمائي أمريكي من نوع أكشن، أنتجت شركة تري ستار الأمريكية سنة 1991م.

## قصة الفيلم
يقوم مجموعة الشبان المراهقين الأمريكيين بتخطيط لصناعة الألعاب في إحدى المدارس التي تم حصارها من قبل مسلحين يعادون الحكومة الأمريكية في كولومبيا.

## وصلات خارجية
- توي سولجرز على موقع IMDb (الإنجليزية)
- توي سولجرز على موقع روتن توميتوز (الإنجليزية)
- توي سولجرز على موقع نتفليكس (الإنجليزية)
- توي سولجرز على موقع قاعدة بيانات الأفلام العربية
- توي سولجرز على موقع ألو سيني (الفرنسية)
- توي سولجرز على موقع Turner Classic Movies (الإنجليزية)
- توي سولجرز على موقع أول موفي (الإنجليزية)
- توي سولجرز على موقع بوكس أوفيس موجو (الإنجليزية)
- توي سولجرز على موقع فيلمافينيتي (الإسبانية)
- توي سولجرز على موقع قاعدة بيانات الأفلام السويدية (السويدية)